# 올리브 무어필드

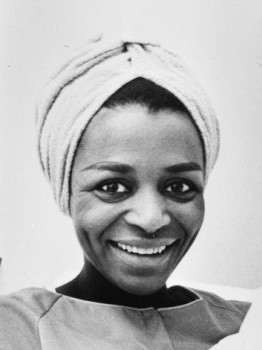

올리브 무어필드(Olive Moorefield, 1932년 8월 23일 ~ )는 미국의 배우, 가수, 영화배우이다.
피츠버그에서 태어났다.

## 영화
- 파리의 비련 (1957년)